# Gu Jun
Gu Jun (en chino: 顾俊; Wuxi, 3 de enero de 1975) es una deportista china que compitió en bádminton, en la modalidad de dobles.
Participó en dos Juegos Olímpicos de Verano, obteniendo dos medallas de oro en la prueba de dobles, en Atlanta 1996 (junto con Ge Fei) y en Sídney 2000 (con Ge Fei). Ganó dos medallas de oro en el Campeonato Mundial de Bádminton, en los años 1997 y 1999.

## Palmarés internacional
| Juegos Olímpicos   | Juegos Olímpicos         | Juegos Olímpicos | Juegos Olímpicos |
| Año                | Lugar                    | Medalla          | Prueba           |
| ------------------ | ------------------------ | ---------------- | ---------------- |
| 1996               | Atlanta (Estados Unidos) | Medalla de oro   | Dobles           |
| 2000               | Sídney (Australia)       | Medalla de oro   | Dobles           |
| Campeonato Mundial |                          |                  |                  |
| Año                | Lugar                    | Medalla          | Prueba           |
| 1997               | Glasgow (Reino Unido)    | Medalla de oro   | Dobles           |
| 1999               | Copenhague (Dinamarca)   | Medalla de oro   | Dobles           |